# La Laiterie

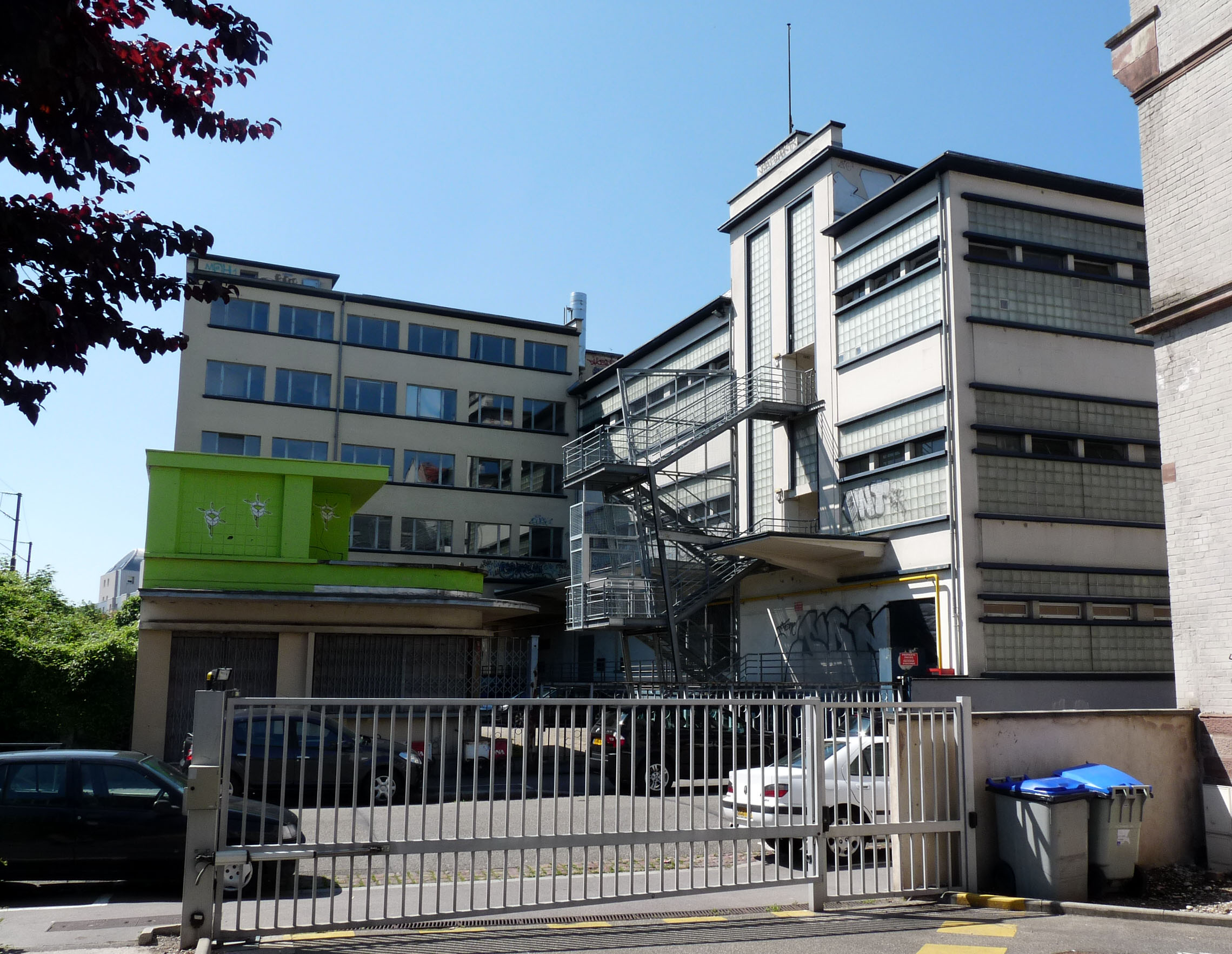
La Laiterie

Die Laiterie (deutsch: Die Molkerei) ist ein kultureller Veranstaltungsort auf einem ehemaligen Fabrikgelände im Straßburger Bahnhofsviertel.

## Einrichtungen
Die Laiterie beherbergt unter anderem folgende kulturelle Einrichtungen:
- Wesentlicher Bestandteil sind zwei Konzertsäle für aktuelle Musik der Stadt Straßburg. Diese werden üblicherweise auch als La Laiterie bezeichnet (Offizieller Name: Salles de Musiques Actuelles de la Ville de Strasbourg). Der große Saal mit 1000 Plätzen und der Club mit 300 Plätzen werden beide von den Assoziationen Artefact PRL und Quatre 4.0 betrieben.
- Den Veranstaltungsraum Molodoï der gleichnamigen Vereinigung für Alternativkultur. Dort finden u. a. Konzerte, Theateraufführungen, Vorträge, Ausstellungen und Debatten statt.
- Die Hall des chars, die von der Assoziation Friche Laiterie für darstellende Künste betrieben wird.
- Der administrative Sitz des Theaters TAPS (théâtre actuel et public de Strasbourg) und der Theatersaal TAPS-Laiterie
- La Fabrique de Théâtre mit Büros und Übungssälen für verschiedene Theater-, Tanz- und Musikgruppen

## Geschichte
Bis zum Beginn des 20. Jahrhunderts befand sich auf dem Gelände im südlichen Bahnhofsviertel eine Brauerei. Im Jahre 1915 wurde hier die zentrale Molkerei von Straßburg gegründet. Der Betrieb wurde im Jahr 1979 eingestellt, als sie mit vier regionalen kooperativen Molkereien fusionierte und sich in Hœrdt in geeigneteren Gebäuden niederließ. Ab 1989, nach der Wahl von Catherine Trautmann als Bürgermeisterin von Straßburg, begannen die Planungen für den Umbau des Geländes in ein Kulturzentrum. Im Jahr 1994 öffneten die zwei Konzertsäle für aktuelle Musik der Stadt Straßburg.